# 박지연 (1984년)
박지연(1984년 8월 22일 ~ )은 대한민국의 배우이다.

## 학력
- 한양대학교 연극영화과 학사

## 출연작

### 영화
- 《너의 순간》 (2023년) - 정후 엄마 역
- 《미션 파서블》 (2021년) - 도두호 엄마 역
- 《돌멩이》 (2020년) - 상담사 역
- 《루비》 (2020년) - 서연 역
- 《걷기 좋은 날》 (2018년) - 지연 역
- 《봄이가도》 (2018년) - 아내 역
- 《더 펜션》 (2018년) - 유진 역
- 《챔피언》 (2018년) - 부산커플녀 역 (우정출연)
- 《괴물들》 (2018년) - 카페 매니저 역
- 《그것만이 내 세상》 (2018년) - 젊은 인숙 역
- 《오제이티》 (2017년) - 김 과장 역
- 《침묵》 (2017년) - 수사관 2 역
- 《그리다》 (2017년) - 지연 역
- 《용순》 (2017년) - 미술선생 역
- 《특별시민》 (2017년) - 변캠프 교육 1 역
- 《오빠생각》 (2016년) - 소담 역
- 《피크닉》 (2015년) - 하영 역
- 《오늘의 연애》 (2015년) - 기상캐스터 1 역
- 《카트》 (2014년) - 계산원 21 역
- 《나의 사랑 나의 신부》 (2014년) - 간호사 역
- 《우는 남자》 (2014년) - 벤츄라홀딩스 팀원 1 역
- 《고백》 (2013년) - 수민 역
- 《나이트 스위밍》 (2013년) - 지연 역
- 《어떤 시선》 (2013년) - 원재아내 역
- 《공범》 (2013년) - 여기자 역
- 《스파이》 (2013년) - 첫째 동서 역
- 《감시자들》 (2013년) - 통제녀 역
- 《미확인 동영상: 절대클릭금지》 (2012년) - 구급대원 역
- 《코리아》 (2012년) - 조미진 역
- 《원더풀 라디오》 (2012년) - 막내작가 역
- 《그녀의 단속반》 (2011년) - 은진 역
- 《Mr. 아이돌》 (2011년) - 현이 처 역
- 《투혼》 (2011년) - 빵집 박양 역
- 《퀵》 (2011년) - 유치원선생님 역
- 《세상에서 가장 아름다운 이별》 (2011년) - 대학병원 간호사 역
- 《사과》 (2010년) - 딸 역
- 《돌이킬 수 없는》 (2010년) - 경리 역
- 《악마를 보았다》 (2010년) - 학원 선생 역
- 《채식주의자》 (2010년) - 간호사 1 역
- 《평행 이론》 (2010년) - 유치원 선생님 역
- 《하모니》 (2010년) - 하모니 합창단 실수로 역
- 《주유소 습격사건 2》 (2010년) - 들배지기 회상여 2 역
- 《전우치》 (2009년) - CF 스튜디오 스텝 역
- 《내 사랑 내 곁에》 (2009년) - 간호사 2 역
- 《도시락》 (2009년) - 여직원 1 역
- 《TV수신료 납부거부사건》 (2008년)
- 《초감각 커플》 (2008년) - 공원 티격태격 커플녀 역
- 《쪼다 멜로》 (2006년) - 불량 고래 역
- 《공공의 적 2》 (2005년) - 초등학교 여선생 역

### 드라마
- 《지옥에서 온 판사》 (SBS, 2024년) - 유정임 역
- 《굿파트너》 (SBS, 2024년) - 최현서 역 (특별출연)
- 《정신병동에도 아침이 와요》 (Netflix, 2023년) - 홍정란 역
- 《이상한 변호사 우영우》 (ENA, 2022년) - 성은지 역
- 《소년심판》 (Netflix, 2022년) - 우수미 역
- 《검은 태양》 (MBC, 2021년) - 정은희 역
- 《지옥》 (Netflix, 2021년) - 진희정의 어머니 역
- 《대박부동산》 (KBS2, 2021년) - 박인숙 역
- 《방법》 (tvN, 2020년) - 양진수의 아내 역
- 《유령을 잡아라》 (tvN, 2019년) - 최미라 역
- 《미스 마 - 복수의 여신》 (SBS, 2018년) - 조감독 역
- 《라이프》 (JTBC, 2018년) - 흉부외과 간호사 역
- 《20세기 소년소녀》 (MBC, 2017년) - 산부인과 환자 역
- 《달콤한 원수》 (SBS, 2017년) - 미정 역
- 《낭만닥터 김사부》 (SBS, 2016년) - 인숙이 역
- 《시그널》 (tvN, 2016년)
- 《마을 - 아치아라의 비밀》 (SBS, 2015년)
- 《착하지 않은 여자들》 (KBS2, 2015년)
- 《가면》 (SBS, 2015년)
- 《호구의 사랑》 (tvN, 2015년) - 간호사 역
- 《위대한 이야기 - 이산가족 이야기 / 놓지 말자 정신줄》 (TV조선 & tvN, 2015년)
- 《미녀의 탄생》 (SBS, 2014년~2015년) - 방송작가 역
- 《전설의 마녀》 (MBC, 2014년~2015년) - 시청 관계자 역
- 《갑동이》 (tvN, 2014년)
- 《총리와 나》 (KBS2, 2013년)
- 《더킹 투하츠》 (MBC, 2012년)
- 《해피 엔딩》 (JTBC, 2012년)
- 《내일이 오면》 (SBS, 2011년)
- 《매리는 외박중》 (KBS2, 2010년)
- 《인생은 아름다워》 (SBS, 2010년)
- 《글로리아》 (MBC, 2010년)
- 《파스타》 (MBC, 2010년)